# Скриверская волость
Скри́верская волость (латыш. Skrīveru pagasts) — одна из территориальных единиц Айзкраукльского края в центральной части Латвии, в историко-культурной области Видземе. Административный центр волости — село Скривери.
Была образована как Скриверский край 1 июля 2009 года из части расформированного Айзкраукльского района.
Внутреннее деление края на волости отсутствовало.
Площадь края составляла 105,4 км². Граничил с Лиелвардским, Огрским, Айкраукльским и Яунелгавским краями.
В 2021 году в результате новой административно-территориальной реформы Скриверский край был преобразован в Скриверскую волость, которая была включена в Айзкраукльский край.

## Население
На 1 января 2010 года население края составляло 4066 человек.
Национальный состав населения края по итогам переписи населения Латвии 2011 года:
| Национальность | Численность, чел. (2011) | %        |
| -------------- | ------------------------ | -------- |
| Латыши         | 3351                     | 90,37 %  |
| Русские        | 202                      | 5,45 %   |
| Белорусы       | 48                       | 1,29 %   |
| Украинцы       | 31                       | 0,84 %   |
| Поляки         | 35                       | 0,94 %   |
| Литовцы        | 26                       | 0,70 %   |
| Другие         | 15                       | 0,40 %   |
| всего          | 3708                     | 100,00 % |